# Денді

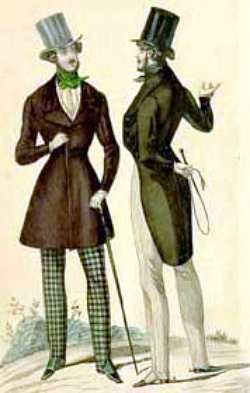
Денді в циліндрах. 1830

Де́нді (англ. dandy) — соціально-культурний тип кінця XVIII та XIX сторіччя: чоловік, що приділяє особливу увагу зовнішньому вигляду, вишуканим манерам, жестам та мові. Характерна мода та поведінка денді сформували естетику денди́зму. Денді належали до аристократії та середнього класу, вперше виникли у Лондоні та Парижі.

## Відомі особистості
- Джордж Браммел (Бо Браммел)
- Оскар Вайлд
- Роберт де Монтеск'ю
- Шарль Бодлер
- Томас Рейкс

## Образи у літературі та мистецтві
- Лорд Генрі — один з головних персонажів роману «Портрет Доріана Грея» Оскара Вайльда
- Євгеній Онєгін — головний персонаж роману «Євгеній Онєгін» О. С. Пушкіна
- «Помираючий денді» — картина Нільса Дардела (1918)
- Еркюль Пуаро — літературний персонаж відомої англійської письменниці Агати Крісті.